# Берёзовское месторождение золота
Берёзовское месторождение золота — крупнейшее на Урале собственно золоторудное месторождение. Ввод его в разработку в 1748 году определил начало развития золотой промышленности России

## Географическое положение
Берёзовское месторождение расположено на Среднем Урале, в районе города Берёзовского Свердловской области России.

## История
Берёзовское месторождение открыто в 1745 году. Первую находку золота совершил крепостной крестьянин Ерофей Сидорович Марков, житель села Шарташ. В записях Берг-коллегии об этом событии упоминается:
1745 года мая 21 дня здешней канцелярии главного заводов правления помянутый раскольник Марков объявил…едучи он в проезд от той Шарташской к Становой деревне, отъехав версты с три, усмотрел между Становой и Пышминской деревнях дорогой наверху земли светлые камешки, подобные хрусталю, и для вынятия их в том месте землю копал глубиною в человека, сыскивая лучшей доброты камней. Только хороших не нашел, и между оными нашел плиточку, как кремешек, на которой знак с одной стороны в ноздре как золото крупинки три или четыре, а подлинно не упомнит.
Камни, предоставленные Марковым в Канцелярию, были опробованы, опробование подтвердило, что в образцах содержится золото. Однако поиски, проведенные на месте, указанном Марковым, не выявили золота, асессор Юдин 17 августа 1745 года сообщил в канцелярию:
Попадаются только пустой камень  и глина
Канцелярия после этого приняла решение не проводить дальше никаких работ:
Горной работы в  том месте не производить; Маркову объявить с крепким подтверждением, чтобы он те места, из которых крупинки золота и камешки с золотом же в канцелярию объявил, подлинно показал бы, без всякого сокрытия, дать ему для объявления точных к тому мест сроку две недели, а чтобы он никуда не сбежал, в том взять по нему надежные поруки, а буде порук не даст, приставить к нему караул
Поруки с Маркова сняли только в 1747 году, когда было решено исследовать глины и пески на месте находки Маркова. Этим занялся пробирный мастер Ермолай Рюмин, которому удалось обнаружить знаки золота в песках:
по промывке 1 ширфу из одного фунта явилось шлиху 5 золотников
Работы Рюмина подтвердили золотоносность, и целесообразность открытия в 1747 золотого рудника, который был назван изначально «Шарташский», в 1753 году переименован в «Пышминский», а в 1804 году — в «Первоначальный».
Ерофею Маркову в 1745 году выдали награду в 42 копейки (треть месячного заработка горного рабочего). Только в 1757 году указом Сената первооткрывателю было установлено новое вознаграждение — по 1 рублю за каждый фунт золота, добытый на Пышминском руднике, в итоге награда составила 24 рубля 63 копейки.

## Процесс добычи золота — период XVIII—XIX вв
Золото добывалось подземным способом — шахтами глубиной от 6 до 47 метров (на сегодняшний день на территории Берёзовского насчитывается около 1000 шахт и их остатков). Сечение шахт в среднем составляло 2,1 на 3,5 метра. Добыча руды до XX века велась вручную. От ствола шахты делали «высечку» к жиле, которая отрабатывалась штреками до конца жилы. В конце жилы делали «заработку» вверх, поднимаясь на следующий этаж, пустой породой заваливая нижние этажи — это называлось «потолочной разработкой». Бурение шпуров проводилось ручным буром, имевшим квадратное или шестигранное сечение. Во время работы один рабочий держал бур и поворачивал его, второй рабочий ударял молотком по свободному концу бура. В шпуры закладывался черный порох, и производился взрыв. После 1870 года стали применять динамит. Алмазное бурение и перфораторы стали применяться только в XX веке. Добытая руда грузилась на тачки или вагонетки и отвозилась на рудный двор, где перегружалась в бадьи, вмещавшие до 50 кг руды. В бадьях руду поднимали на дневную поверхность и отвозили на золотоизвлекательные фабрики. Для измельчения руды применялись толчеи. Каждая толчея состояла из чугунной ступы, в ступе сходилось несколько пестов, сделанных из дерева, с чугунными головками на концах. Толчея приводилась в действие при помощи горизонтального вала, соединенного с водяным колесом. На такой толчее обрабатывали в сутки 3-4 тонны руды.

## Характеристика
Рудное поле находится в пределах Урало-Тобольского антиклинория в опущенном блоке, ограниченном субмеридиональными разломами и большими телами древних габбро и гипербазитов, герцинскими гранитоидами. Протяжённость даек — до 20 км, мощность 2-40 м. Золото (проба 800—900) распределено неравномерно в виде тонкой дисперсной вкрапленности и более крупных скоплений, на верхних горизонтах иногда в виде мелких самородков.

## Технология разработки
Месторождение разрабатывается подземным способом. Обогащение руды — флотацией.